# Ward Howell
Henry Wardwell Howell (* 27. Januar 1910 in Sewickley, Pennsylvania; † 30. August 1980 in Cooperstown, New York) gründete im Jahr 1951 die Ward Howell Associates, Inc. als  eines der ersten rein auf den Executive-Search-Sektor (so genannte Direktsuche nach Führungskräften) ausgerichteten Consulting-Unternehmen. Er leitete das Unternehmen von seiner Gründung 1951 bis in das Jahr 1974.

## Werdegang
Ward Howell wuchs in der Kleinstadt Sewickley als Sohn von Rosalie und Alleyne Howell auf. Ab 1928 studierte er an der Yale University, die er 1932 mit dem sogenannten AB Degree (vergleichbar mit dem Bachelor) abschloss. Im gleichen Jahr heiratete er Margaret Grant Noyes.

## Wirken
1932 begann er seine berufliche Laufbahn bei der New Yorker Investmentbank Bonbright & Co., wo er bis in die Direktion aufstieg. Von 1944 bis 1945 war Howell Geschäftsführer der Trade Consulting, Washington, D.C. Von 1945 bis 1947 leitete er als Geschäftsführer das Im- und Exportunternehmen Middle East Co. in Kairo. 1948 wurde er Geschäftsführer der Abteilung Personalvermittlung (Executive-Search) bei McKinsey, wo er 1951 ausschied. 1952 gründete er die Ward Howell Associates Inc. und die Howell-American Corporation in New York, deren Präsident er wurde. Mit der Gründung der Ward Howell International folgte die Einrichtung von Auslandsniederlassungen.
1974 verkaufte Ward Howell seine Anteile an der Unternehmensgruppe an seine Partner und übergab im September desselben Jahres das Amt des Chief Executive Officer (CEO) an seinen Nachfolger Max Ulrich. Von 1998 bis 2013 firmiert die Ward Howell International global unter Signium International- seit 2013 existieren beide Namen parallel: Ward Howell stellte sich breiter auf, während Signium so weitermachte wie bisher. Trotz der Trennung und des Wechsels einiger Partner, gelten beide Beratungen als weltweit führende Personalberatungsunternehmen. Ward Howell hat heute 25 Büros in 21 Ländern. Die erste deutsche Niederlassung wurde 1978 in Düsseldorf eingerichtet. Hier befindet sich der Sitz des Chairman.
Ein Teil der ehemaligen Ward Howell International firmiert seit 1993 in Russland unter Ward Howell.